# 楊佑廷
楊佑廷（1839年-1906年），字翊宸，又字一臣，號一岑，平邑縣地方鎮東固村人。光緒十二年（公元1886年）丙戌科進士，曾任山東恩縣教諭，同知銜截取知縣，後辭職歸鄉任山長主講於費邑崇文書院。